# Alberto Girri

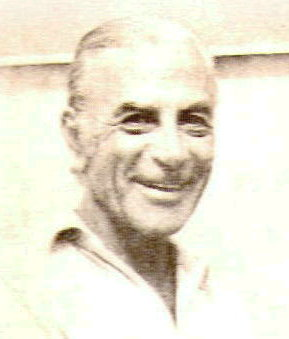
Alberto Girri (1979)

Alberto Girri (* 27. November 1919 in Buenos Aires; † 16. November 1991 ebenda) war ein argentinischer Journalist und Schriftsteller.
Girri entstammte einer Einwandererfamilie: Er war ein Sohn von Juan Girri und dessen Ehefrau Delina Scelza. Er studierte Philosophie und Literatur an der Universidad de Buenos Aires. Nach erfolgreichem Studienabschluss wurde er Mitarbeiter der Zeitung „La Nación“; später schrieb er auch für die Zeitschrift Sur.
Alberto Girri starb 1991 in Buenos Aires und fand dort auch seine letzte Ruhestätte.

## Werke (Auswahl)
als Autor
- Beatrix Cenci. Ópera. (zusammen mit dem Komponisten Alberto Ginastera).
- Coronación de la espera. 1947.
- Juegos alegóricos. 1993.
- Lírica de percepciones. 1983.
- El motivo es el poema. 1976.
- Páginas de Alberto Girri. 1983.
- Penitencia y el mérito. 1957.
- Playa sola. 1946.
- Poesía de observación.
- Lo propio lo de todos. 1980.
- Quien habla no esta muerto. 1975.
- El tiempo que destruye. 1950.
- Trama de conflictos. 1988.
- Trece poemas. 1949.

als Übersetzer
- William Blake
- T. S. Eliot
- Robert Frost
- Gerard Manley Hopkins
- Stephen Spender
- Wallace Stevens
- William Carlos Williams